# Plagiomnium undulatum
Plagiomnium undulatum là một loài Rêu trong họ Mniaceae. Loài này được (Hedw.) T.J. Kop. mô tả khoa học đầu tiên năm 1968.

## Hình ảnh

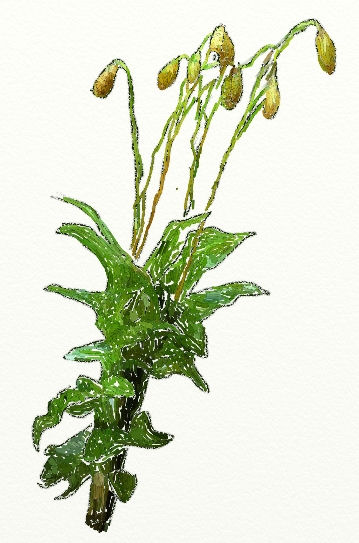
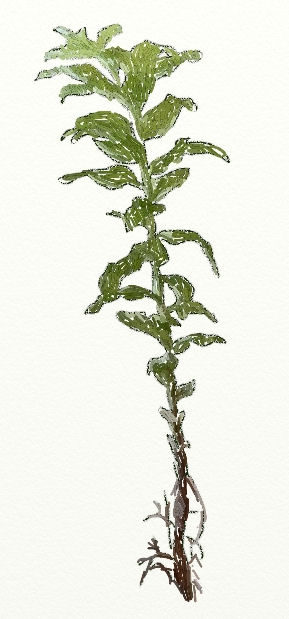
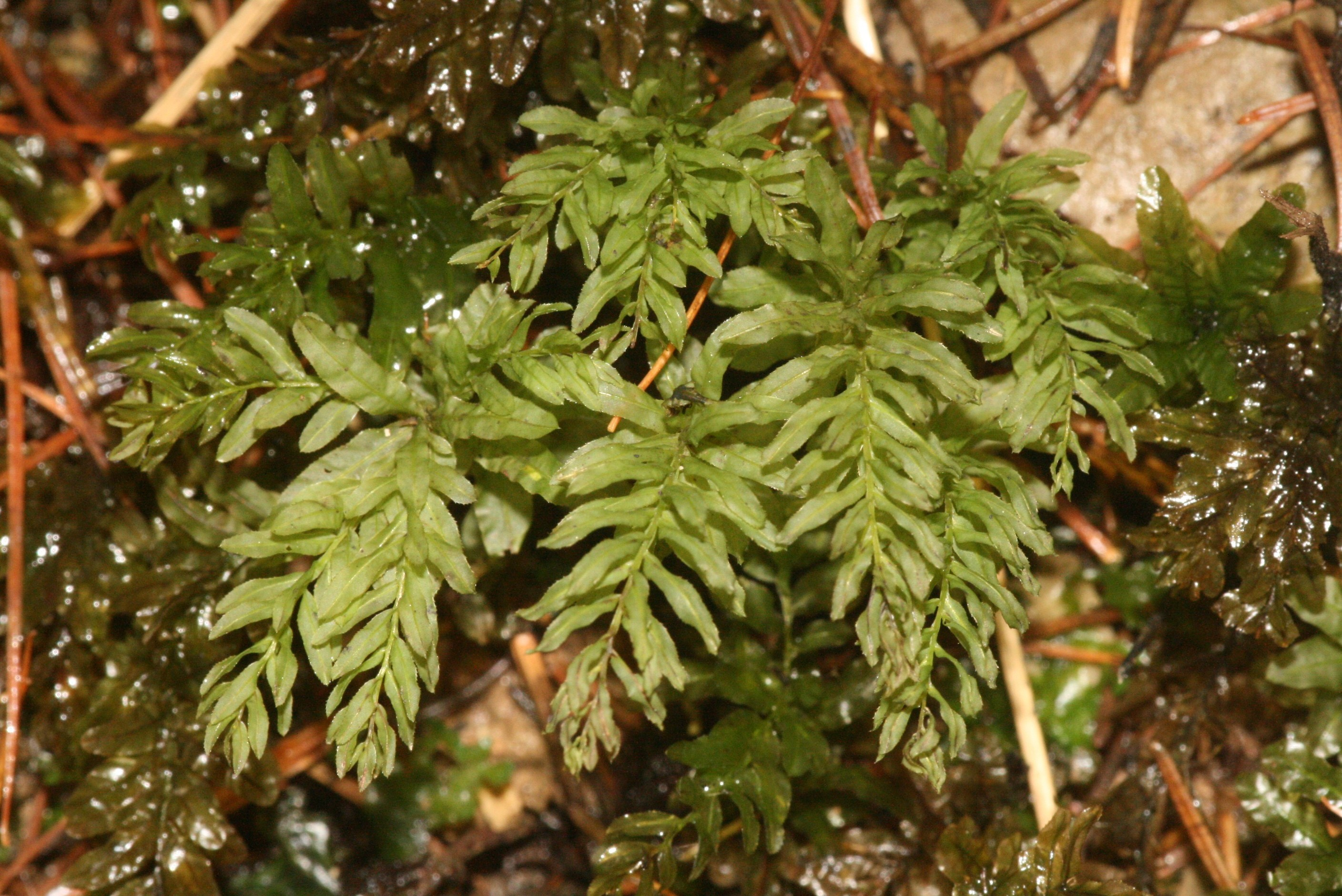
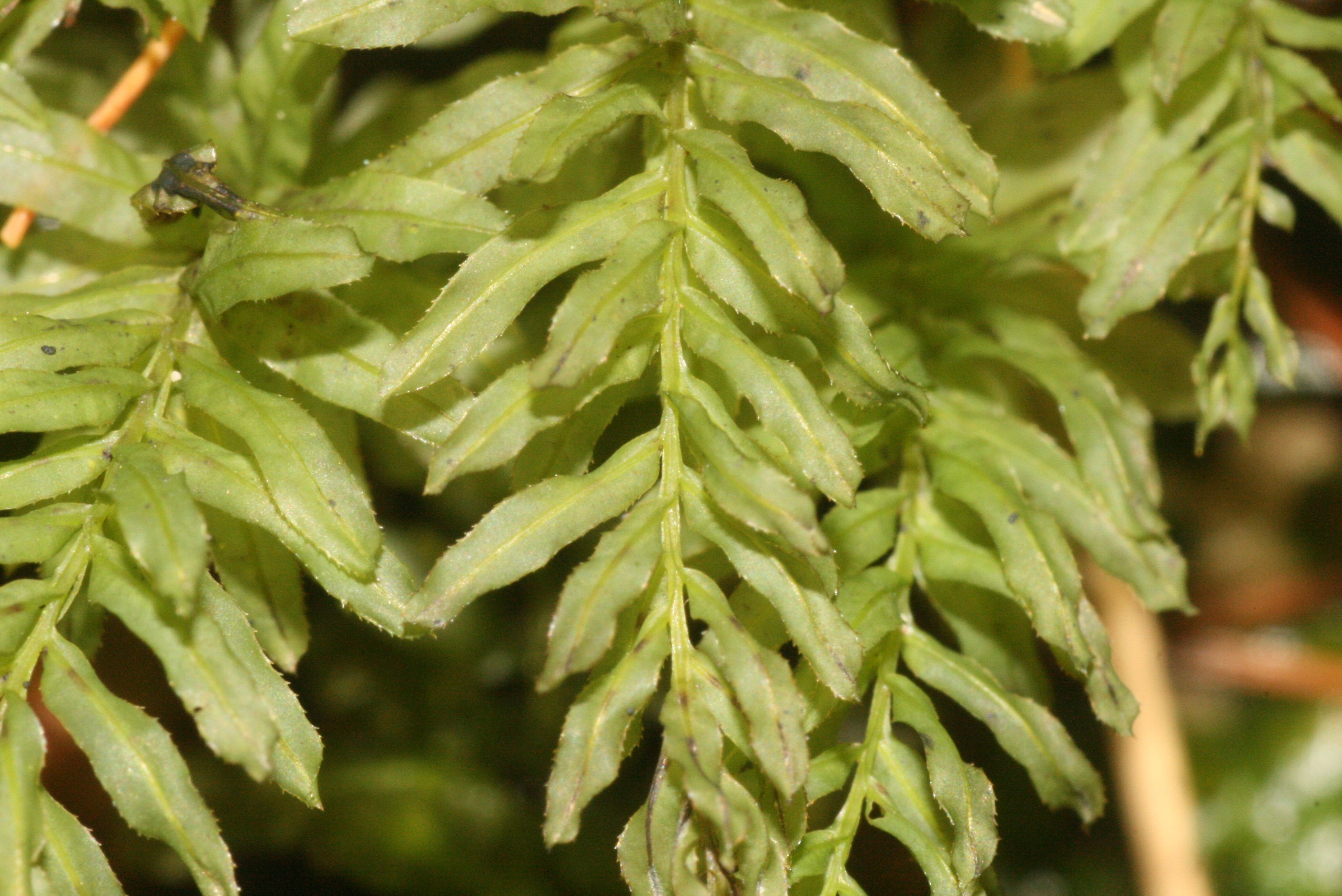